# Oliver Rowland
Oliver Rowland (ur. 10 sierpnia 1992 w Sheffield) – brytyjski kierowca wyścigowy.

## Życiorys

### Formuła Renault 2.0
Po zakończeniu kariery kartingowej, pod koniec 2010 roku Oliver zadebiutował w serii wyścigów samochodów jednomiejscowych. W zimowej edycji Brytyjskiej Formuły Renault Rowland zwyciężywszy w ostatnim wyścigu, na torze Pembrey Circuit, zmagania zakończył na 7. miejscu.
W sezonie 2011 Brytyjczyk brał udział w głównym cyklu tej serii. W trakcie zmagań trzynastokrotnie stawał na podium, z czego czterokrotnie w sześciu ostatnich wyścigach. Dzięki świetnemu finiszowi Rowland sięgnął po tytuł wicemistrzowski, pokonując Cypryjczyka Tio Ellinasa przewagą zwycięstw, przy stanie identycznej ilości punktów.
W drugim roku startów w zimowym cyklu, Oliver zdominował rywalizację, zwyciężając w czterech z sześciu wyścigów. Warto zaznaczyć, iż nie zwyciężył w żadnej sesji kwalifikacyjnej. Udany sezon zaowocował otrzymaniem nagrody "McLaren Autosport BRDC Award" i dostaniem szansy udziału w testach z brytyjską stajnią Formuły 1 – McLarena.
W sezonie 2012 Brytyjczyk startował w barwach ekipy Fortec Motorsport, w Europejskim Pucharze Formuły Renault 2.0. Oliver punktował w większości wyścigów, trzykrotnie przy tym stając na podium. Na torze w Moskwie dwukrotnie dojechał na trzeciej pozycji, natomiast w ostatnim starcie, na torze w Katalonii odniósł jedyne w tamtym roku zwycięstwo. Ostatecznie zmagania zakończył na 3. miejscu, z dorobkiem ponad stu punktów.
W 2013 roku startował w Europejskim Pucharze Formuły Renault 2.0 oraz Północnoeuropejskim Pucharze Formuły Renault 2.0 z ekipą Manor MP Motorsport. W edycji europejskiej do samego końca walczył o tytuł mistrzowski, przegrywając ostatecznie z Pierre'em Gaslym. W serii północnoeuropejskiej był czwarty.

### Formuła Renault 3.5
W sezonie 2014 Rowland podpisał kontrakt z brytyjską ekipą Fortec Motorsports. W ciągu siedemnastu wyścigów, w których wystartował siedmiokrotnie stawał na podium, w tym dwukrotnie na jego najwyższym stopniu. Uzbierał łącznie 181 punktów, co dało mu czwarte miejsce w końcowej klasyfikacji kierowców.
W drugim sezonie współpracy Brytyjczyk sięgnął po tytuł mistrzowski na rundę przed zakończeniem zmagań dzięki bardzo skutecznej jeździe i błędom rywali. Rowland odnotował trzynaście wizyt na podium, w tym aż osiem zwycięstw. Sięgnął również po siedem po position. W klasyfikacji generalnej uzyskał pulę 307 punktów. Był pierwszym reprezentantem Wysp Brytyjskich, który został mistrzem Formuły Renault 3.5.

### Seria GP2/Formuła 2
Oliver w serii zadebiutował w roku 2015. Wystartował w czterech podwójnych rundach – na torze Silverstone, Spa-Francorchamps, Sakhir oraz Yas Marina – jednak tylko u siebie sięgnął po punkty, zajmując odpowiednio dziesiątą i siódmą lokatę. Zaimponował podczas kwalifikacji do rundy w Belgii, gdzie startował z drugiej pozycji, jednak w wyniku kolizji wyścigu nie ukończył. Trzy punkty sklasyfikowały go na 21. miejscu w końcowej punktacji.
W roku 2016 został podopiecznym programu rozwoju młodych kierowców Renault (w związku ze zdobyciem tytułu mistrzowskiego w Formule Renault 3.5) i pod ich opieką nawiązał współpracę z holenderską ekipą MP Motorsport na cały sezon GP2. Rowland już w trzecim starcie, na krętym torze Monte Carlo, stanął na najniższym stopniu podium. Niedzielną rywalizację na debiutującym azerskim torze w Baku zakończył tuż za podium, na czwartej lokacie. Podczas mokrego wyścigu na austriackim Red Bull Ringu dojechał na drugim miejscu. Najlepiej spisał się jednak w trakcie domowej rundy na brytyjskim torze Silverstone, gdzie dwukrotnie zmagania zakończył trzeci. W drugiej fazie sezonu siedmiokrotnie sięgał po punkty – na niemieckim Hockenheimringu dwukrotnie zajmował piątą lokatę. Dzięki zdobyciu stu siedmiu punktów został sklasyfikowany na 9. miejscu w klasyfikacji generalnej.
W sezonie 2017 seria została przekształcona w Formułę 2. Rowland nawiązał współpracę z dwukrotnymi mistrza Serii GP2, francuską ekipą DAMS. Brytyjczyk weekend na torze Sakhir zakończył odpowiednio na piątym i trzecim miejscu. W kolejnych trzech wyścigach Oliver nie schodził z podium – wyścigi na hiszpańskim torze w Katalonii zakończył odpowiednio na trzeciej i drugiej lokacie, z kolei podczas niedzielnej rywalizacji, na ulicznym torze Monte Carlo, sięgnął po pierwsze w karierze zwycięstwo, wykorzystując problemy techniczne reprezentanta gospodarzy, Charles’a Leclerca. Brytyjczyk przez pierwszą część sezonu był najbardziej konkurencyjny wobec Monakijczyka, jednak debiutant Leclerc z każdym weekendem prezentował się coraz lepiej i oddalał się w klasyfikacji. W walce Rowlandowi nie pomogły wyniki w czterech kolejnych startach, z których dwa zakończył z zerowym dorobkiem punktowym. Trzecią lokatę na austriackim Red Bull Ringu przegrał w bezpośrednim pojedynku z Włochem Antonio Fuoco. Dzień później zdołał stanąć na najniższym stopniu podium. W trakcie domowego startu na Silverstone powtórzył wynik sprzed roku i dojechał trzeci, do końca walcząc o drugie miejsce z Francuzem Normanem Nato. Niedzielny start Rowland zakończył czwarty, jednak w wyniku otrzymania kary pięciu sekund za wypychanie na trawę Rosjanina Artioma Markiełowa, został relegowany na dziesiątą pozycję. Węgierską rundę na Hungaroringu Oliver bardzo dobrze wspominał za sprawą pierwszego w karierze pole position, które otrzymał po dyskwalifikacji Leclerca za nieregulaminowy pojazd. Rowland nie miał jednak łatwego wyścigu, w którym wygrał po zaciętym boju ze swoim głównym rywalem do tytułu wicemistrzowskiego, Markiełowem. W niedzielnych zmaganiach zdołał awansować z ósmej na drugą lokatę. Wyścig na belgijskim torze Spa-Francorchamps zakończył na drugim miejscu z dużą jednak stratą do Leclerca. Zarówno Brytyjczyk, jak i Monakijczyk, zostali jednak zdyskwalifikowani za zbyt mocne zużycie deski pokrywającej spód podłogi. Startując z końca stawki, Rowland zdołał awansować na ósmą pozycję. W walce z Markiełowem o wicemistrzostwo istotnym punktem zwrotnym, poza dyskwalifikacją w Belgii, okazał się także nieudany weekend na włoskim torze Monza. W wyniku uślizgu i uszkodzenia tylnego koła Oliver musiał wycofać się z rywalizacji, co przełożyło się na zerowy dorobek podczas całego weekendu. Zupełnie inaczej wyglądała runda na hiszpańskim torze Jerez de la Frontera. Rowland w pierwszym starcie dojechał na drugiej lokacie po walce z dominującym Leclerkiem. W drugim natomiast zdołał awansować z siódmej na trzecią pozycję. Dzięki temu Brytyjczyk przystępował jako faworyt do wicemistrzostwa serii. Na torze Yas Marina w Abu Zabi Rowland sięgnął po zwycięstwo i przez pewien czas cieszył się z sukcesu. Po raz drugi jednak został zdyskwalifikowany za zbyt cienką deskę pokrywającą spód pojazdu. W związku z tym, że triumf przypadł Markiełowowi, On także przejął drugą lokatę Olivera na koniec sezonu. Brytyjczyk sezon ostatecznie zakończył trzeci z dorobkiem stu dziewięćdziesięciu jeden punktów.

### Formuła E
W grudniu 2015 roku Oliver zadebiutował w Formule E. Reprezentując barwy Mahindra Racing na urugwajskim torze Punta del Este Street Circuit, Brytyjczyk przeciął linię mety trzynasty. Od sezonu 2018/2019 jest zawodnikiem zespołu Nissan e.Dams.

## Wyniki

### Formuła Renault 3.5
| Legenda oznaczeń w tabelach wyników Wyświetl szablon na nowej stronie | Legenda oznaczeń w tabelach wyników Wyświetl szablon na nowej stronie                                                                     |
| Oznaczenie                                                            | Wyjaśnienie |
| --------------------------------------------------------------------- | --- |
| Złoty                                                                 | Zwycięzca lub mistrzostwo |
| Srebrny                                                               | 2. miejsce lub wicemistrzostwo |
| Brązowy                                                               | 3. miejsce lub II wicemistrzostwo |
| Zielony                                                               | Ukończył, punktował (w klasyfikacji generalnej, gdy zdobył co najmniej jeden punkt na przestrzeni sezonu, poza trzema powyższymi opcjami) |
| Niebieski                                                             | Ukończył, nie punktował (w klasyfikacji generalnej, gdy nie zdobył co najmniej jednego punktu na przestrzeni sezonu)                      |
| Czerwony                                                              | Nie zakwalifikował się (NZ) |
| Czerwony                                                              | Nie prekwalifikował się (NPK) |
| Różowy                                                                | Nie ukończył (NU) |
| Różowy                                                                | Niesklasyfikowany (NS) (w klasyfikacji generalnej, gdy nie został sklasyfikowany w żadnym wyścigu sezonu)                                 |
| Czarny                                                                | Zdyskwalifikowany (DK) |
| Czarny                                                                | Wykluczony (WYK/EX) |
| Biały                                                                 | Nie wystartował (NW) |
| Biały                                                                 | Kontuzjowany (K/INJ) |
| Biały                                                                 | Wyścig odwołany (OD/C) |
| Bez koloru                                                            | Został wycofany (WYC/WD) |
| Bez koloru                                                            | Nie przybył (NP/DNA) |
| Bez koloru                                                            | Nie brał udziału w treningach (NT/DNP) |
| Bez koloru                                                            | Nie został zgłoszony (–) |
| Pogrubienie                                                           | Start z pole position |
| Kursywa                                                               | Najszybsze okrążenie wyścigu |
| †                                                                     | Nie ukończył, ale jego rezultat został zaliczony ze względu na przejechanie więcej niż 90% dystansu wyścigu.                              |
| *                                                                     | Sezon w trakcie |
| 1/2/3                                                                 | Punktowana pozycja w sprincie kwalifikacyjnym                                                                                             |
| Lista systemów punktacji Formuły 1                                    | |

| Rok  | Zespół             | Wyniki w poszczególnych eliminacjach | Wyniki w poszczególnych eliminacjach | Wyniki w poszczególnych eliminacjach | Wyniki w poszczególnych eliminacjach | Wyniki w poszczególnych eliminacjach | Wyniki w poszczególnych eliminacjach | Wyniki w poszczególnych eliminacjach | Wyniki w poszczególnych eliminacjach | Wyniki w poszczególnych eliminacjach | Wyniki w poszczególnych eliminacjach | Wyniki w poszczególnych eliminacjach | Wyniki w poszczególnych eliminacjach | Wyniki w poszczególnych eliminacjach | Wyniki w poszczególnych eliminacjach | Wyniki w poszczególnych eliminacjach | Wyniki w poszczególnych eliminacjach | Wyniki w poszczególnych eliminacjach | Punkty | Pozycja |
| ---- | ------------------ | ------------------------------------ | ------------------------------------ | ------------------------------------ | ------------------------------------ | ------------------------------------ | ------------------------------------ | ------------------------------------ | ------------------------------------ | ------------------------------------ | ------------------------------------ | ------------------------------------ | ------------------------------------ | ------------------------------------ | ------------------------------------ | ------------------------------------ | ------------------------------------ | ------------------------------------ | ------ | ------- |
| 2014 | Fortec Motorsports | ITA                                  | ITA                                  | ARA                                  | ARA                                  | MON                                  | BEL                                  | BEL                                  | RUS                                  | RUS                                  | DEU                                  | DEU                                  | HUN                                  | HUN                                  | FRA                                  | FRA                                  | JER                                  | JER                                  | 181    | 4       |
| 2014 | Fortec Motorsports | 6                                    | 10                                   | 3                                    | 1                                    | 5                                    | NU                                   | 3                                    | NU                                   | 5                                    | 4                                    | NU                                   | 3                                    | 4                                    | 13                                   | 3                                    | 2                                    | 1                                    | 181    | 4       |
| 2015 | Fortec Motorsports | ARA                                  | ARA                                  | MON                                  | BEL                                  | BEL                                  | HUN                                  | HUN                                  | AUT                                  | AUT                                  | UK                                   | UK                                   | DEU                                  | DEU                                  | FRA                                  | FRA                                  | JER                                  | JER                                  | 307    | 1       |
| 2015 | Fortec Motorsports | 1                                    | 3                                    | 6                                    | 5                                    | 1                                    | 3                                    | 1                                    | 1                                    | 2                                    | 2                                    | 1                                    | 1                                    | 10                                   | 1                                    | 8                                    | 1                                    | 2                                    | 307    | 1       |

### GP2
| Legenda oznaczeń w tabelach wyników Wyświetl szablon na nowej stronie | Legenda oznaczeń w tabelach wyników Wyświetl szablon na nowej stronie                                                                     |
| Oznaczenie                                                            | Wyjaśnienie |
| --------------------------------------------------------------------- | --- |
| Złoty                                                                 | Zwycięzca lub mistrzostwo |
| Srebrny                                                               | 2. miejsce lub wicemistrzostwo |
| Brązowy                                                               | 3. miejsce lub II wicemistrzostwo |
| Zielony                                                               | Ukończył, punktował (w klasyfikacji generalnej, gdy zdobył co najmniej jeden punkt na przestrzeni sezonu, poza trzema powyższymi opcjami) |
| Niebieski                                                             | Ukończył, nie punktował (w klasyfikacji generalnej, gdy nie zdobył co najmniej jednego punktu na przestrzeni sezonu)                      |
| Czerwony                                                              | Nie zakwalifikował się (NZ) |
| Czerwony                                                              | Nie prekwalifikował się (NPK) |
| Różowy                                                                | Nie ukończył (NU) |
| Różowy                                                                | Niesklasyfikowany (NS) (w klasyfikacji generalnej, gdy nie został sklasyfikowany w żadnym wyścigu sezonu)                                 |
| Czarny                                                                | Zdyskwalifikowany (DK) |
| Czarny                                                                | Wykluczony (WYK/EX) |
| Biały                                                                 | Nie wystartował (NW) |
| Biały                                                                 | Kontuzjowany (K/INJ) |
| Biały                                                                 | Wyścig odwołany (OD/C) |
| Bez koloru                                                            | Został wycofany (WYC/WD) |
| Bez koloru                                                            | Nie przybył (NP/DNA) |
| Bez koloru                                                            | Nie brał udziału w treningach (NT/DNP) |
| Bez koloru                                                            | Nie został zgłoszony (–) |
| Pogrubienie                                                           | Start z pole position |
| Kursywa                                                               | Najszybsze okrążenie wyścigu |
| †                                                                     | Nie ukończył, ale jego rezultat został zaliczony ze względu na przejechanie więcej niż 90% dystansu wyścigu.                              |
| *                                                                     | Sezon w trakcie |
| 1/2/3                                                                 | Punktowana pozycja w sprincie kwalifikacyjnym                                                                                             |
| Lista systemów punktacji Formuły 1                                    | |

| Rok  | Zespół            | Wyniki w poszczególnych eliminacjach | Wyniki w poszczególnych eliminacjach | Wyniki w poszczególnych eliminacjach | Wyniki w poszczególnych eliminacjach | Wyniki w poszczególnych eliminacjach | Wyniki w poszczególnych eliminacjach | Wyniki w poszczególnych eliminacjach | Wyniki w poszczególnych eliminacjach | Wyniki w poszczególnych eliminacjach | Wyniki w poszczególnych eliminacjach | Wyniki w poszczególnych eliminacjach | Wyniki w poszczególnych eliminacjach | Wyniki w poszczególnych eliminacjach | Wyniki w poszczególnych eliminacjach | Wyniki w poszczególnych eliminacjach | Wyniki w poszczególnych eliminacjach | Wyniki w poszczególnych eliminacjach | Wyniki w poszczególnych eliminacjach | Wyniki w poszczególnych eliminacjach | Wyniki w poszczególnych eliminacjach | Wyniki w poszczególnych eliminacjach | Wyniki w poszczególnych eliminacjach | Punkty | Pozycja |
| ---- | ----------------- | ------------------------------------ | ------------------------------------ | ------------------------------------ | ------------------------------------ | ------------------------------------ | ------------------------------------ | ------------------------------------ | ------------------------------------ | ------------------------------------ | ------------------------------------ | ------------------------------------ | ------------------------------------ | ------------------------------------ | ------------------------------------ | ------------------------------------ | ------------------------------------ | ------------------------------------ | ------------------------------------ | ------------------------------------ | ------------------------------------ | ------------------------------------ | ------------------------------------ | ------ | ------- |
| 2015 |                   | BHR                                  | BHR                                  | ESP                                  | ESP                                  | MON                                  | MON                                  | AUT                                  | AUT                                  | GBR                                  | GBR                                  | HUN                                  | HUN                                  | BEL                                  | BEL                                  | ITA                                  | ITA                                  | RUS                                  | RUS                                  | BHR                                  | BHR                                  | ARE                                  |                                      | 3      | 21      |
| 2015 | MP Motorsport     | –                                    | –                                    | –                                    | –                                    | –                                    | –                                    | –                                    | –                                    | 10                                   | 7                                    | –                                    | –                                    | NU                                   | NU                                   | –                                    | –                                    | –                                    | –                                    | –                                    | –                                    | –                                    |                                      | 3      | 21      |
| 2015 | Status Grand Prix | –                                    | –                                    | –                                    | –                                    | –                                    | –                                    | –                                    | –                                    | –                                    | –                                    | –                                    | –                                    | –                                    | –                                    | –                                    | –                                    | –                                    | –                                    | 22                                   | NU                                   | 15                                   |                                      | 3      | 21      |
| 2016 | MP Motorsport     | ESP                                  | ESP                                  | MON                                  | MON                                  | AZE                                  | AZE                                  | AUT                                  | AUT                                  | GBR                                  | GBR                                  | HUN                                  | HUN                                  | GER                                  | GER                                  | BEL                                  | BEL                                  | ITA                                  | ITA                                  | MAL                                  | MAL                                  | ARE                                  | ARE                                  | 107    | 9       |
| 2016 | MP Motorsport     | 10                                   | 6                                    | 3                                    | 7                                    | 4                                    | 15                                   | 6                                    | 2                                    | 3                                    | 3                                    | 11                                   | 6                                    | 5                                    | 5                                    | 10                                   | 8                                    | 9                                    | 9                                    | 12                                   | 8                                    | NU                                   | 11                                   | 107    | 9       |

### Formuła 2
| Rok  | Zespół | Wyniki w poszczególnych emliminacjach | Wyniki w poszczególnych emliminacjach | Wyniki w poszczególnych emliminacjach | Wyniki w poszczególnych emliminacjach | Wyniki w poszczególnych emliminacjach | Wyniki w poszczególnych emliminacjach | Wyniki w poszczególnych emliminacjach | Wyniki w poszczególnych emliminacjach | Wyniki w poszczególnych emliminacjach | Wyniki w poszczególnych emliminacjach | Wyniki w poszczególnych emliminacjach | Wyniki w poszczególnych emliminacjach | Wyniki w poszczególnych emliminacjach | Wyniki w poszczególnych emliminacjach | Wyniki w poszczególnych emliminacjach | Wyniki w poszczególnych emliminacjach | Wyniki w poszczególnych emliminacjach | Wyniki w poszczególnych emliminacjach | Wyniki w poszczególnych emliminacjach | Wyniki w poszczególnych emliminacjach | Wyniki w poszczególnych emliminacjach | Wyniki w poszczególnych emliminacjach | Punkty | Pozycja |
| ---- | ------ | ------------------------------------- | ------------------------------------- | ------------------------------------- | ------------------------------------- | ------------------------------------- | ------------------------------------- | ------------------------------------- | ------------------------------------- | ------------------------------------- | ------------------------------------- | ------------------------------------- | ------------------------------------- | ------------------------------------- | ------------------------------------- | ------------------------------------- | ------------------------------------- | ------------------------------------- | ------------------------------------- | ------------------------------------- | ------------------------------------- | ------------------------------------- | ------------------------------------- | ------ | ------- |
| 2017 | DAMS   | BHR                                   | BHR                                   | ESP                                   | ESP                                   | MON                                   | MON                                   | AZE                                   | AZE                                   | AUT                                   | AUT                                   | UK                                    | UK                                    | HUN                                   | HUN                                   | BEL                                   | BEL                                   | ITA                                   | ITA                                   | ESP                                   | ESP                                   | ARE                                   | ARE                                   | 191    | 3       |
| 2017 | DAMS   | 5                                     | 3                                     | 3                                     | 2                                     | 1                                     | 9                                     | 7                                     | NU                                    | 4                                     | 3                                     | 3                                     | 17                                    | 1                                     | 2                                     | DK                                    | 8                                     | NU                                    | 11                                    | 2                                     | 3                                     | DK                                    | 7                                     | 191    | 3       |

### Podsumowanie
| Sezon   | Seria                                         | Zespół                    | Wyścigi          | Zwycięstwa       | PP               | NO               | Podium           | Punkty           | Pozycja          |
| ------- | --------------------------------------------- | ------------------------- | ---------------- | ---------------- | ---------------- | ---------------- | ---------------- | ---------------- | ---------------- |
| 2010    | Brytyjska Formuła Renault (zimowa edycja)     | CRS Racing                | 6                | 1                | 0                | 0                | 1                | 95               | 7                |
| 2011    | Brytyjska Formuła Renault                     | Fortec Motorsport         | 20               | 4                | 3                | 4                | 13               | 475              | 2                |
| 2011    | Brytyjska Formuła Renault (zimowa edycja)     | Fortec Competition        | 6                | 4                | 0                | 3                | 6                | 190              | 1                |
| 2012    | Europejska Formuła Renault                    | Fortec Motorsport         | 14               | 1                | 0                | 0                | 3                | 109              | 3                |
| 2012    | Formuła 1                                     | Vodafone McLaren Mercedes | Kierowca testowy | Kierowca testowy | Kierowca testowy | Kierowca testowy | Kierowca testowy | Kierowca testowy | Kierowca testowy |
| 2013    | Europejska Formuła Renault                    | Manor MP Motorsport       | 14               | 3                | 2                | 2                | 8                | 179              | 2                |
| 2013    | Północnoeuropejski Puchar Formuły Renault 2.0 | Manor MP Motorsport       | 8                | 4                | 3                | 4                | 8                | 208              | 4                |
| 2014    | Formuła Renault 3.5                           | Fortec Motorsports        | 17               | 2                | 3                | 2                | 7                | 181              | 4                |
| 2015    | Formuła Renault 3.5                           | Fortec Motorsports        | 17               | 8                | 7                | 4                | 13               | 307              | 1                |
| 2015    | Seria GP2                                     | MP Motorsport             | 8                | 0                | 0                | 0                | 0                | 3                | 21               |
| 2015    | Seria GP2                                     | Status Grand Prix         | 8                | 0                | 0                | 0                | 0                | 3                | 21               |
| 2015-16 | Formula E                                     | Mahindra Racing           | 1                | 0                | 0                | 0                | 0                | 0                | 21               |
| 2016    | Seria GP2                                     | MP Motorsport             | 22               | 0                | 0                | 1                | 4                | 107              | 9                |